# Lonicera ruprechtiana
Lonicera ruprechtiana är en kaprifolväxtart som beskrevs av Eduard August von Regel. Lonicera ruprechtiana ingår i släktet tryar, och familjen kaprifolväxter. Utöver nominatformen finns också underarten L. r. calvescens.